# Amplificatore da strumentazione

Schema tipico dell'amplificatore da strumentazione

Un amplificatore da strumentazione (in inglese: Instrumentation amplifier) è un circuito composto da amplificatori operazionali particolarmente adatto per amplificare segnali provenienti dai trasduttori nel campo delle misurazioni elettroniche e nelle strumentazioni professionali (naturalmente le sue prestazioni sono legate all'uso di componenti di elevata qualità: i singoli operazionali che lo compongono devono avere ottime caratteristiche e i resistori devono essere molto precisi). 
La sua struttura è derivata dall'amplificatore differenziale: rispetto a questo presenta due inseguitori di tensione che elevano l'impedenza d'ingresso e permettono di variare l'amplificazione del segnale differenziale d'ingresso {\displaystyle V_{2}-V_{1}} variando un solo componente: {\displaystyle R_{gain}}. 
Normalmente, viene fornito come un unico integrato con due pin a cui deve essere connesso il resistore, tipicamente un potenziometro, {\displaystyle R_{gain}}. 
Su strumentazioni di classe elevata, quando le specifiche dei componenti in commercio sono insufficienti per le prestazioni che il costruttore vuole ottenere dallo strumento, il costruttore stesso progetta il circuito, e ne affida la realizzazione ad aziende specializzate. Questo tipo di chip prende il nome di custom e pertanto non sarà in commercio. 
La relazione tra tensione di uscita e tensione differenziale di ingresso è data da: 
{\displaystyle V_{out}=\left(1+{\frac {2R_{1}}{R_{gain}}}\right)\cdot {\frac {R_{3}}{R_{2}}}\cdot (V_{2}-V_{1})}.
Dalla formula precedente, si evince che {\displaystyle R_{gain}} non può essere costituito da un singolo potenziometro. Se così fosse quando il potenziometro raggiunge il suo valore nullo l'amplificazione diverge e il circuito satura per qualsiasi segnale in ingresso. Nella pratica, a {\displaystyle R_{gain}} si inserisce sempre in serie un resistore per limitarne il valore minimo.